# Centrale des syndicats démocratiques
Pour les articles homonymes, voir CSD.
La Centrale des syndicats démocratiques est une centrale syndicale québécoise formée le 8 juin 1972 à la suite d'une scission de la Confédération des syndicats nationaux (CSN). Lors de sa formation la CSD a drainé entre 25 000 et 30 000 membres de la CSN.

## Historique
La centrale fut originellement formée par trois membres de l'exécutif dissidents de la CSN, soit Paul-Émile Dalpé, Jacques Dion et Amédée Daigle, communément appelé les trois «D» par le milieu syndical québécois. La formation de la CSD a été l'expression d'un malaise et du désaccord de certains membres de la CSN avec le durcissement des positions et l'adoption de syndicalisme de combat par la centrale. Sa formation coïncide avec la formation du premier front commun des centrales syndicales québécoise contre le gouvernement du Québec et avec les derniers moments de la révolution tranquille.
Le premier exécutif de la CSD est Paul-Émile Dalpé, président, Réal Labelle, secrétaire, Jean-Paul Hétu, vice-président,
Jacques Dion, trésorier, et Amédée Daigle, directeur des services,.

## Aujourd'hui
La Centrale des syndicats démocratiques appartient aux travailleuses et travailleurs de la base. La CSD est un modèle d'organisation syndicale qui se distingue par son approche humaniste, basée sur la primauté et le respect de la personne. Elle fait partie des quatre grandes centrales syndicales du Québec avec la CSN, la CSQ et la FTQ.
La CSD regroupait au départ majoritairement des travailleurs et travailleuses du secteur privé et surtout du secteur manufacturier. Elle est la plus petite des quatre centrales syndicales québécoises, avec environ 4 % et 61 000 (2007) membres des effectifs syndicaux de la province. 
De 1997 à 2017, la CSD a été présidée par François Vaudreuil. En 2013, elle regroupait 73 200 membres (source CSD) des effectifs syndicaux de la province. Depuis le congrès de juin 2017, elle est présidée par Luc Vachon, qui était auparavant directeur des services professionnels à la Fédération démocratique de la métallurgie, des mines et des produits chimiques (CSD).
La CSD est membre de la Confédération syndicale internationale (CSI).